# Superliga da Colômbia de Futebol
Superliga da Colômbia de Futebol (oficialmente e por motivos de patrocínio, Superliga BetPlay DIMAYOR) é uma competição esportiva colombiana disputada entre os campeões do Torneo Apertura e Torneo Finalización da Primeira Divisão do Campeonato Colombiano de Futebol. No caso de o mesmo time vencer os 2 certames, a Superliga será disputada pelo campeão colombiano contra o melhor time da tabela de reclassificação. O torneio é realizado desde sua primeira edição, em 2012, pela División Mayor del Fútbol Colombiano (DIMAYOR), sempre no início do ano seguinte ao da conquista dos respectivos títulos, em formato semelhante aos das supercopas existentes em diversos países europeus.
O atual detentor do título é o Atlético Nacional, que conquistou seu quarto título. O Atlético Nacional e Independiente Santa Fe com quatro títulos são os times mais laureados no histórico da competição.

## Títulos por equipe
| Clube                  | N° de títulos | N° de vices | Anos em que foi campeão | Anos em que foi vice |
| ---------------------- | ------------- | ----------- | ----------------------- | -------------------- |
| Atlético Nacional      | 4             | 3           | 2012, 2016, 2023, 2025  | 2014, 2015, 2018     |
| Santa Fe               | 4             | 0           | 2013, 2015, 2017, 2021  | —                    |
| Junior de Barranquilla | 2             | 2           | 2019, 2020              | 2012, 2024           |
| Millonarios            | 2             | 1           | 2018, 2024              | 2013                 |
| Deportivo Cali         | 1             | 2           | 2014                    | 2016, 2022           |
| Deportes Tolima        | 1             | 1           | 2022                    | 2019                 |
| América de Cali        | 0             | 2           | —                       | 2020, 2021           |
| Independiente Medellín | 0             | 1           | —                       | 2017                 |
| Deportivo Pereira      | 0             | 1           | —                       | 2023                 |
| Atlético Bucaramanga   | 0             | 1           | —                       | 2025                 |

## Títulos por Departamento
| Departamento    | N° de títulos | N° de vices | Clubes campeões               | Clubes vice-campeões                              |
| --------------- | ------------- | ----------- | ----------------------------- | ------------------------------------------------- |
| Bogotá          | 6             | 1           | Santa Fe (4); Millonarios (2) | Millonarios (1)                                   |
| Antioquia       | 4             | 4           | Atlético Nacional (4)         | Atlético Nacional (3); Independiente Medellín (1) |
| Atlántico       | 2             | 2           | Junior de Barranquilla (2)    | Junior de Barranquilla (2)                        |
| Valle del Cauca | 1             | 4           | Deportivo Cali (1)            | Deportivo Cali (2); América de Cali (2)           |
| Tolima          | 1             | 1           | Deportes Tolima (1)           | Deportes Tolima (1)                               |
| Risaralda       | 0             | 1           | —                             | Deportivo Pereira (1)                             |
| Santander       | 0             | 1           | —                             | Atlético Bucaramanga (1)                          |